# 林忻棣
林忻棣（1995年—），金門青年公共事務協會（小島青年）創會理事長，國立金門大學畢業。曾任民主進步黨金門縣黨部青年部主任   、金門反賭場聯盟副召集人兼發言人 、金門勞工權益促進會幹部，曾被當地媒體評為「全國最年輕的理事長」。